# Монастырь Режевичи
Монастырь Режевичи (серб. Манастир Режевићи) — сербский мужской православный монастырь, расположенный в селе Катун Режевичи в общине Будва, Черногория.

## Этимология
Своё название монастырь получил по имени одного из кланов славянского племени Паштровичи.

## История
Согласно местной легенде, церковь Успения Богородицы была построена в 1220-х годах Стефаном II Неманичем, первым королем Сербии, а церковь архидиакона Стефана — Стефаном Урошем IV Душаном в 1351 году.
Упоминание о монастыре было найдено на иконе 1423 года, написанной иеромонахом Никодимом. Церковь Успения Богородицы и монастырь также упоминаются в документе 1612 года о дарении земли монастырю.
Монастырь несколько раз был разграблен. В середине XVI века его разорили пираты из Ульциня, после чего он долгое время находился в запустении. В 1705 и 1785 годах разграблен турецкой армией, в 1812 году — войсками Наполеона во время оккупации черногорского побережья французами, а во время Второй мировой войны — итальянской армией. В 1979 году монастырские здания были повреждены в результате землетрясения.
Строительство третьей церкви было начато в 1770 году, она была освящена во имя Святой Троицы. В 1839 году была возведена колокольня на средства, полученные архимандритом Димитрием Перазичем во время службы в России от русского синода.